# Étrez
Étrez è un ex comune francese di 819 abitanti situato nel dipartimento dell'Ain della regione dell'Alvernia-Rodano-Alpi. Il 1º gennaio 2019 fu accorpato con il comune di Cras-sur-Reyssouze per formare il nuovo comune di Bresse Vallons.

## Società

### Evoluzione demografica
Abitanti censiti